# Jurisprudence Bérégovoy-Balladur
La jurisprudence Bérégovoy-Balladur est une pratique du droit constitutionnel français selon laquelle un ministre mis en cause dans une affaire judiciaire peut être contraint de quitter ses fonctions. C'est l’article 8 de la Constitution de la Cinquième République, au prétexte du parallélisme des formes, qui sert de base à la liberté que s'octroie en pratique l'exécutif d'obtenir d'un ministre, qu'il a nommé, qu'il démissionne du gouvernement.

## Présentation générale
La mise en examen d'un ministre en poste (ou du Premier ministre) par une juridiction ordinaire ou, par hypothèse, sa mise en cause devant la Cour de justice de la République, ne sont juridiquement pas un motif d'empêchement. La constitution n’encadre d'ailleurs que le statut pénal des ministres pour l’exercice de délits commis lors de l’exercice de leurs fonctions (Titre X). Pourtant, en pratique, on constate que le ministre concerné est contraint à la démission ou est écarté du Gouvernement. Cela s'est déjà produit vingt et une fois sous la Cinquième République, avec une tendance au durcissement puisqu'il semble suffire que des accusations soient proférées contre l'intéressé ou que soit déclenchée une information judiciaire ou une enquête préliminaire, voire seulement un accroc à l'exemplarité sans poursuites judiciaires en cours.
La première démission pour cause d'ennuis judiciaires remonte au cas de Philippe Dechartre au sein du gouvernement Jacques Chaban-Delmas : celui-ci est forcé à la démission en mai 1972, trois semaines après sa condamnation en avril, un mois plus tôt, dans une affaire immobilière. Mais, depuis 1992, cela semble être devenu un principe en vertu de ce que l’on a pris coutume de nommer la jurisprudence Bérégovoy-Balladur. Inventée par Pierre Bérégovoy, Premier ministre socialiste, à l'occasion des ennuis judiciaires de Bernard Tapie, cette règle non écrite qui veut que tout ministre mis en examen démissionne a été reprise et appliquée par son successeur, de droite, Édouard Balladur, et a continué de s'imposer ensuite avec des variantes, dans un contexte de plus grande intolérance à l'égard de ces affaires impliquant les dirigeants politiques.
S'il vise surtout à mettre le Gouvernement à l’abri des éclaboussures éventuelles, ce retrait momentané du devant de la scène politique serait censé permettre au ministre concerné de mieux se défendre devant la justice. D'autres avancent également que cela évite la collusion gouvernementale entre le ministre incriminé et le Garde des sceaux qui chapeaute le parquet, notamment les procureurs de la République. Mais cette pratique qui s'impose politiquement est parfois dénoncée comme contraire à la présomption d'innocence, d'autant que la plupart des ministres en cause ont fait ensuite l'objet d'une relaxe ou d'une simple amende. C'est sans doute ce qui explique que la pratique s'est infléchie sous les gouvernements Fillon (infra), ce qui laisse perplexe sur l'avenir de cette « jurisprudence », d'autant que la volonté de stricte moralité politique affichée par le président François Hollande se heurte à une réalité qui interroge la consistance et la rigueur de la règle, qui semble néanmoins s'être élargie et durcie sous le second gouvernement Valls (infra). Pourtant les débuts de la présidence Macron semble confirmer le durcissement de la règle et son implacabilité au nom de la morale politique et de la transparence absolue, même si cette exigence s'évalue toujours au cas par cas (infra).
Il n'y a pas de pratique équivalente chez les parlementaires à l'égard de possibles ennuis judiciaires. Ils bénéficient de l'immunité parlementaire mais peuvent néanmoins être empêchés s'ils s'exposent aux cas de déchéance ou de démission d'office par le Conseil constitutionnel. L'affaire de l'ex-ministre Cahuzac qui devait retrouver son siège de parlementaire en avril 2013 montre cependant une hypothèse où un député se trouve contraint de démissionner. Cas de figure semblable avec l'ex-Secrétaire d'État Thomas Thévenoud en octobre 2014 qui, stigmatisé par ses collègues députés, est contraint de s'exclure de son groupe parlementaire tout en refusant de démissionner (infra). A contrario, en juin 2017, les ministres démissionnaires visés par une simple enquête préliminaire, Richard Ferrand et Marielle de Sarnez (infra) entrent à l'Assemblée Nationale en juin 2017, espérant prendre la présidence de leur groupe parlementaire respectif,, cette dernière étant toutefois conduite à y renoncer. Faisant toujours l'objet de la même enquête, Richard Ferrand sera d'ailleurs élu président de l'Assemblée Nationale le 12 septembre 2018 avec le soutien de son parti.

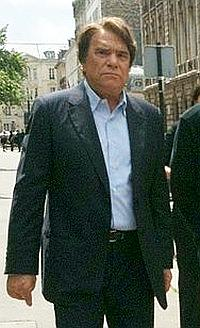
Bernard Tapie inaugura en 1992 ce qui deviendra la jurisprudence Bérégovoy-Balladur.

## Pratique de la jurisprudence et infléchissements

### Liste des ministres contraints de s'y plier
- Philippe Dechartre, en 1972 (supra) ;
- Bernard Tapie, ministre de la Ville du gouvernement Pierre Bérégovoy, est le Premier ministre considéré comme ayant appliqué le principe de la « jurisprudence » en démissionnant, le 23 mai 1992, de son poste de ministre de la Ville, quatre jours avant son inculpation (procédure ensuite remplacée par la mise en examen) pour abus de biens sociaux et recel dans l'affaire Toshiba qui l'oppose à son ancien associé Georges Tranchant[2],[3],[4],[5],[6] ; il obtient un non-lieu en décembre 1992 et réintègre le gouvernement Bérégovoy le même mois[7] ;
- Alain Carignon, ministre de la Communication du gouvernement Édouard Balladur, en juillet 1994, l'imminence de sa mise en examen étant certaine, pour recel et complicité d'abus de biens sociaux dans l'affaire Dauphiné News ;
- Gérard Longuet, ministre de l'Industrie, des Postes et Télécommunications et du Commerce extérieur du gouvernement Édouard Balladur, en octobre 1994 après sa mise en examen pour recel d'abus de crédit dans l'affaire concernant la construction de sa villa de Saint-Tropez, notamment[note 6] ;
- Michel Roussin, ministre de la Coopération du gouvernement Édouard Balladur, en novembre 1994, l'imminence de sa mise en examen étant certaine, notamment pour recel d'abus de biens sociaux dans l'affaire des marchés publics d'Île-de-France ;
- Dominique Strauss-Kahn, ministre de l'Économie, des Finances et de l'Industrie du gouvernement Lionel Jospin, en novembre 1999 après sa mise en cause dans plusieurs affaires[note 7], notamment celle concernant la MNEF où il était mis en examen pour faux et usage de faux ;
- Renaud Donnedieu de Vabres, ministre des Affaires européennes du gouvernement Jean-Pierre Raffarin (1), en juin 2002, pourtant nommé le 7 mai alors qu'il était déjà mis en examen (depuis 1998) pour blanchiment d'argent dans l'affaire du Fondo relative au financement occulte du Parti républicain[P 8], mais ne sera pas reconduit dans ses fonctions dans le second gouvernement Raffarin nommé le 17 juin pour cette raison ;
- Pierre Bédier, secrétaire d’État chargé des Programmes immobiliers de la Justice du gouvernement Jean-Pierre Raffarin (2), en janvier 2004 après sa mise en examen pour recel de biens sociaux et corruption dans l'affaire Delfau ;
- Éric Woerth, ministre du Travail, de la Solidarité et de la Fonction publique du gouvernement François Fillon (2), non reconduit au gouvernement en novembre 2010 car menacé de mise en examen dans les affaires « Bettencourt » pour trafic d'influence passif et recel de financement illicite de parti politique et « hippodrome de Compiègne » pour prise illégale d'intérêt[W 2] (infra) ;
- Georges Tron, secrétaire d'État chargé de la Fonction publique du gouvernement François Fillon (3) en mai 2011 pour sa mise en cause dans une affaire de mœurs[P 9] (infra) ;
- Jérôme Cahuzac, ministre délégué auprès du ministre de l’Économie, des Finances, chargé du Budget du gouvernement Jean-Marc Ayrault (2) en mars 2013, pour un compte bancaire supposé en Suisse laissant soupçonner un blanchiment de fraude fiscale[P 10] ;
- Yamina Benguigui, ministre chargée de la Francophonie dans le gouvernement Ayrault, non reconduite dans le gouvernement Manuel Valls (1) pour sa déclaration de patrimoine jugée mensongère[note 8].
- Thomas Thévenoud, éphémère Secrétaire d'État chargé du Commerce extérieur, du Développement du tourisme et des Français de l'étranger du gouvernement Manuel Valls (2), en septembre 2014, après seulement 9 jours au gouvernement, pour s'être soustrait au fisc au moins les trois dernières années ;
- Kader Arif, secrétaire d'État aux Anciens combattants du gouvernement Manuel Valls (2), suspecté de favoritisme lors de la passation de marchés pluriannuels avec la Région[note 9] ;
- Bruno Le Roux, ministre de l'Intérieur du gouvernement Bernard Cazeneuve, contraint de démissionner en mars 2017 dans le contexte des affaires des assistants parlementaires de François Filon et du Front National qui perturbent la campagne présidentielle, pour avoir lui-même employé ses filles mineures comme assistantes parlementaires[note 10] ;
- Richard Ferrand, ministre de la Cohésion des territoires du gouvernement Édouard Philippe (1) conduit officiellement à ne pas être reconduit après les législatives de juin 2017 dans le Second gouvernement Philippe pour briguer la présidence du groupe parlementaire LREM mais sous le coup d'une enquête préliminaire notamment pour un montage immobilier[note 11] ;
- François Bayrou, ministre d'État et garde des Sceaux, Sylvie Goulard, ministre des Armées, et Marielle de Sarnez, ministre chargée des Affaires européennes du gouvernement Édouard Philippe (1) ne sont pas reconduit dans le gouvernement Philippe (2) nommé après les législatives de juin 2017, sous des prétextes divers, mais tous concernés par l'affaire des assistants parlementaires du MoDem au Parlement européen[P 11] ;
- Laura Flessel, ministre des Sports du second gouvernement d'Édouard Philippe démissionne en septembre 2018 quelques heures avant le remaniement ministériel consécutif au départ de Nicolas Hulot, officiellement pour « raisons personnelles », mais supposément en raison de ses ennuis fiscaux selon de nombreux médias[P 12] ;
- François de Rugy, ministre d'État, ministre de la Transition écologique et solidaire du second gouvernement d'Édouard Philippe, démissionne en juillet 2019 après une semaine de révélations quant à son train de vie, bien qu'aucune poursuites ne soient envisagées et après avoir reçu les soutiens du président de la République et du Premier ministre[P 13].
- Alain Griset, ministre délégué aux petites et moyennes entreprises sous le gouvernement Castex quitte le gouvernement le 8 décembre 2021 en raison d’une déclaration de patrimoine jugée incomplète.
- Damien Abad, ministre des solidarités sous le gouvernement Borne quitte le gouvernement lors du remaniement du 4 juillet étant visé par une enquête pour viol et tentative de viol.
- Caroline Cayeux, ministre déléguée chargée des Collectivités territoriales dans le gouvernement Borne, démissionne le 27 novembre 2022 en raison de suspicions de fraudes fiscales.

### Infléchissement de la pratique sous les gouvernements Fillon

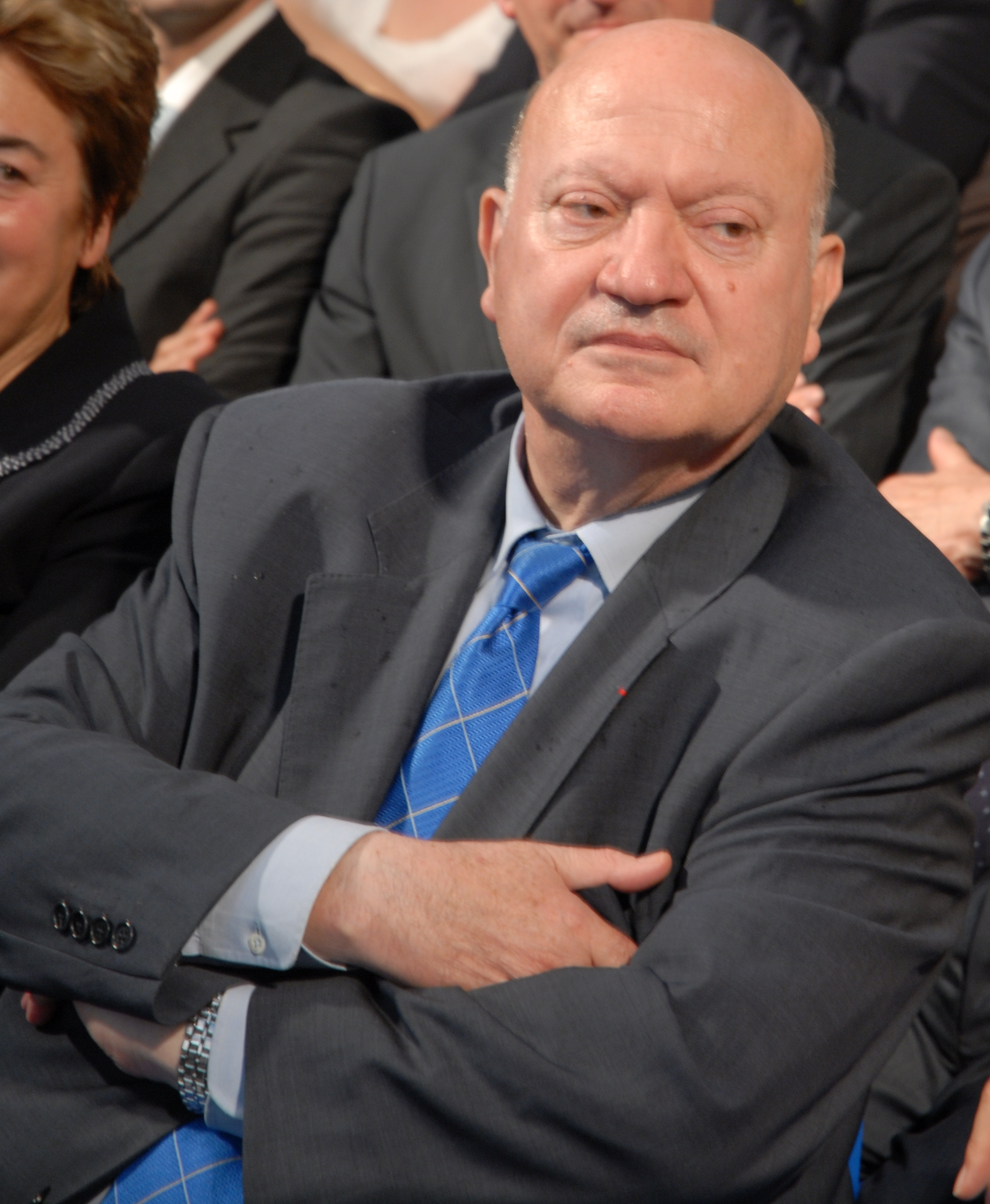
André Santini est le premier accroc à la jurisprudence Bérégovoy-Balladur en 2007

La nomination au gouvernement François Fillon (2) en juin 2007 d'André Santini, secrétaire d'État auprès du ministre du Budget, chargé de la Fonction publique, mis en examen depuis l'été 2006 dans l'« affaire de la Fondation Hamon », pour complicité de détournement de fonds publics, prise illégale d'intérêts, faux et usage de faux, semble même marquer un coup d'arrêt à la jurisprudence Bérégovoy-Balladur. « La règle fixée par le Premier ministre est la règle du suffrage universel », indiquait-on à Matignon à l'époque, sachant que le nouveau secrétaire d'État venait, entre-temps, d'être réélu député. Pour sa part, l'intéressé se disait prêt à prendre les décisions qui s'imposent (ce que l'on peut traduire par « démissionner ») si, contrairement à son pronostic, il n'obtenait pas un non-lieu, donc seulement après un renvoi en correctionnelle, voire après une éventuelle condamnation,. Depuis, il a quitté ses fonctions à l'occasion du remaniement ministériel du 23 juin 2009 sans que soit établie une relation de cause à effet, mais il sera condamné en janvier 2013. De même, Brice Hortefeux, ministre de l'intérieur du même gouvernement Fillon, pourtant mis en examen deux fois, puis condamné les 4 juin et 17 décembre 2010 en première instance, respectivement pour injures raciales, puis atteinte à la présomption d'innocence, restera en poste jusqu'au remaniement du 23 février 2011 sans qu'il soit question d'un départ contraint par ses ennuis judiciaires.
Néanmoins, la démission forcée le 29 mai 2011 de Georges Tron, membre également du gouvernement Fillon, consécutivement à une accusation de harcèlement sexuel portée contre lui, renoue avec la jurisprudence Bérégovoy-Balladur de façon plus radicale encore puisqu'elle intervient avant même que l'intéressé soit éventuellement mis en examen. Certes, cela se produit dans le climat politique particulier de l'affaire de mœurs impliquant DSK, à un an des présidentielles. Mais cette démission suit la même logique que l'affaire Éric Woerth qui avait conduit l'intéressé à perdre son portefeuille lors du remaniement ministériel de novembre 2010, avant toute mise en examen éventuelle. C'est ici qu'il faut rappeler que depuis 2009, un député devenu ministre retrouve automatiquement son siège un mois après la fin de ses fonctions. Une démission anticipée du gouvernement avance d'autant l'immunité parlementaire dont il bénéficie ensuite, bien que l'affaire Tron ait permis de savoir que des mesures judiciaires coercitives, intervenues avant le délai d'un mois, ne privaient pas le futur député de son inviolabilité. Mis en examen en juin 2011, acquitté en première instance, Georges Tron finira par être condamné en appel en 2021.
Dans le même temps, Claude Guéant, ministre de l'intérieur et Christine Lagarde, ministre de l'Économie et des finances du même gouvernement Fillon, tous deux menacés d'une procédure devant la Cour de justice de la République, n'ont pas eu à souffrir de leur mise en cause respective, l'un en avril 2011 pour incitation à la discrimination raciale, finalement classée sans suite, l'autre en mai 2011 pour abus d'autorité dans l'arbitrage relatif à l'affaire Tapie, qui devait ultérieurement déboucher sur une mise en examen en août 2014.

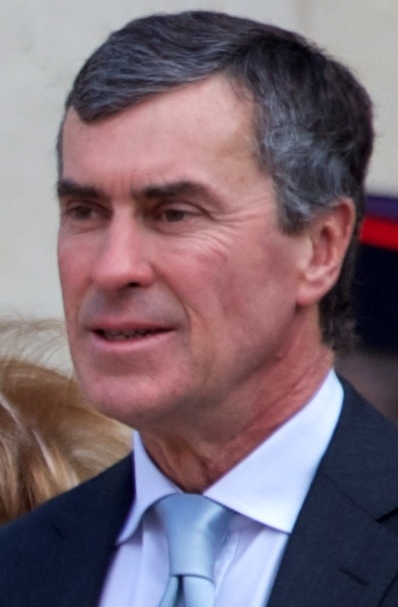
L'affaire Jérôme Cahuzac, un cas singulier sous la V° République

### Mise en œuvre sous les gouvernements Ayrault, Valls et Cazeneuve
Les principes affichés par le président Hollande (supra) sont à mettre en perspective avec la nomination d'un Premier ministre au casier vierge, du fait d'une condamnation en 1997 effacée de plein droit, ainsi qu'avec le maintien d'Arnaud Montebourg, ministre du redressement productif, condamné deux fois, le 23 mai 2012 pour injures et le 17 décembre 2012 pour atteinte à la présomption d'innocence, en dehors de ses fonctions. Estimant qu'Arnaud Montebourg n'était pas visé, le Premier ministre Jean-Marc Ayrault a toutefois rappelé la règle : « Toute condamnation qui disqualifierait un responsable politique pour des actes contraires aux valeurs de la République conduirait à l'exclure du gouvernement ». Une absolution réitérée en décembre 2012, le Premier ministre qualifiant « de simple étape judiciaire » la seconde condamnation de son ministre, peu de temps avant d'être amené à renouveler sa confiance - à l'égal du président Hollande - à son ministre du Budget, Jérôme Cahuzac, objet en janvier 2013 d'une enquête préliminaire pour « blanchiment de fraude fiscale » et au casier vierge, bien que précédemment condamné en 2007 pour l'emploi d'une salariée non déclarée dans son activité privée. Ce dernier sera finalement contraint à la démission après l'ouverture d'une information judiciaire le 19 mars 201, avant même une hypothétique mise en examen qui interviendra le 2 avril 2013 après ses aveux inattendus. De manière inédite, il sera même contraint de démissionner par anticipation de son mandat de député le 18 avril 2013, au moment où il pouvait retrouver celui-ci.
Le Premier ministre Manuel Valls qui n'avait pas reconduit Yamina Benguigui, ministre chargée de la Francophonie dans le gouvernement Ayrault pour sa déclaration de patrimoine incomplète, ne perdra pas de temps à démissionner Thomas Thévenoud, son secrétaire d'État au commerce extérieur qu'il avait nommé imprudemment 9 jours plus tôt, en découvrant ultérieurement « ses problèmes de conformité avec les impôts », précisés par l'intéressé comme étant « des retards de déclaration et de paiement d'impôts, intégralement régularisés avec l'ensemble des pénalités » depuis le 1er septembre 2014 pour la dernière déclaration (soit trois jours avant sa démission forcée), alors que la situation semble avoir duré au moins trois ans. On relève donc ici une interprétation extensive de la jurisprudence Bérégovoy-Balladur (qui n'est d'ailleurs pas évoquée) : l'attitude de l'intéressé peut probablement être vue comme « contraire aux valeurs de la République » mais ni condamnation, ni poursuites judiciaires, l'intéressé évoquant seulement avoir fait l'objet d'une « taxation d'office » en 2013. Thomas Thévenoud fut cependant vice-président de la commission d'enquête sur l'affaire Cahuzac. C'est donc l'atteinte à l'exemplarité qui semble suffire ici. Symétriquement, certains souhaitent - en vain - sa démission de son mandat de député, ce qui se conclura par une exclusion « volontaire » de son groupe parlementaire. L'exemplarité est encore plus mise en avant dans la démission forcée de Kader Arif dont le nom est seulement cité dans une enquête préliminaire. A contrario, Jean-Marie Le Guen, secrétaire d’État aux relations avec le Parlement, également en délicatesse avec sa déclaration de patrimoine, comme Yamina Benguigui (pourtant évincée), reste au gouvernement.

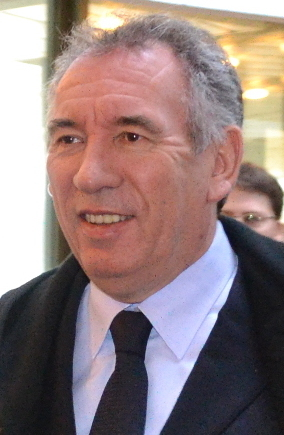
François Bayrou ministre démissionnaire emblématique sous la présidence Macron

### Pratique sous les gouvernements Philippe et Castex
Le contexte d'exemplarité et de moralisation de la vie politique qui a accompagné l'élection du président Macron est éprouvé par les affaires touchant quatre ministres du gouvernement Philippe sous le coup d'une enquête préliminaire, François Bayrou, ministre d'État et Garde des Sceaux, porteur du projet de loi sur la moralisation de la vie politique, Sylvie Goulard, ministre des Armées, Marielle de Sarnez ministre chargée des Affaires européennes et Richard Ferrand, ministre de la Cohésion des territoires. Aucun ne sera reconduit lors du remaniement qui suit les législatives de juin 2017 un mois et demi après leur nomination. Richard Ferrand, dans la tourmente de plusieurs affaires (montage immobilier, emploi de son fils, etc.), pourtant réélu député (ce qui était censé trancher favorablement sa place au gouvernement), est invité par le président Macron à démissionner pour briguer la présidence du groupe LREM à l'Assemblée Nationale. Certains commentateurs évoquent une sanction déguisée. Sylvie Goulard se retire le lendemain invoquant le besoin d’être libre pour se défendre dans l’affaire des assistants parlementaires du MoDem au Parlement européen ; ce qui conduit François Bayrou et Marielle de Sarnez (concernés à divers titre par cette affaire) à faire de même le jour suivant ; cette dernière, élue député, faisant connaître son souhait de se consacrer à la présidence du groupe parlementaire du MoDem (supra). Dans le même temps, Muriel Pénicaud est reconduite comme ministre du Travail, bien que Business France qu'elle dirigeait à l'époque soit visée par une enquête préliminaire,. Fin janvier 2018, le ministre de l'Action et des Comptes publics, Gérald Darmanin, reste à son poste, avec la confiance du Premier ministre, alors qu'il fait l'objet d'une enquête préliminaire pour viol, qu'il réfute ; tout comme Nicolas Hulot, ministre de la Transition écologique, mis en cause par un nouveau média, début février 2018, pour un harcèlement sexuel qu'il dément et qui porte plainte à son tour contre l'Ebdo ; idem pour Françoise Nyssen, ministre de la Culture, visée par ricochet en août 2018 par l'ouverture d'une enquête préliminaire pour non-respect présumé des règles d'urbanisme concernant l'agrandissement de locaux (inscrits aux Monuments historiques) de la maison d'édition qu'elle dirigeait auparavant. La démission de Nicolas Hulot n'est pas la conséquence de son affaire et aucun de ces ministres n'est concerné par le remaniement ministériel qui fait suite en septembre 2018, excepté la démission surprise de Laura Flessel, ministre des Sports, supposément en raison de ses ennuis fiscaux et de soupçons de détournements de biens sociaux,.

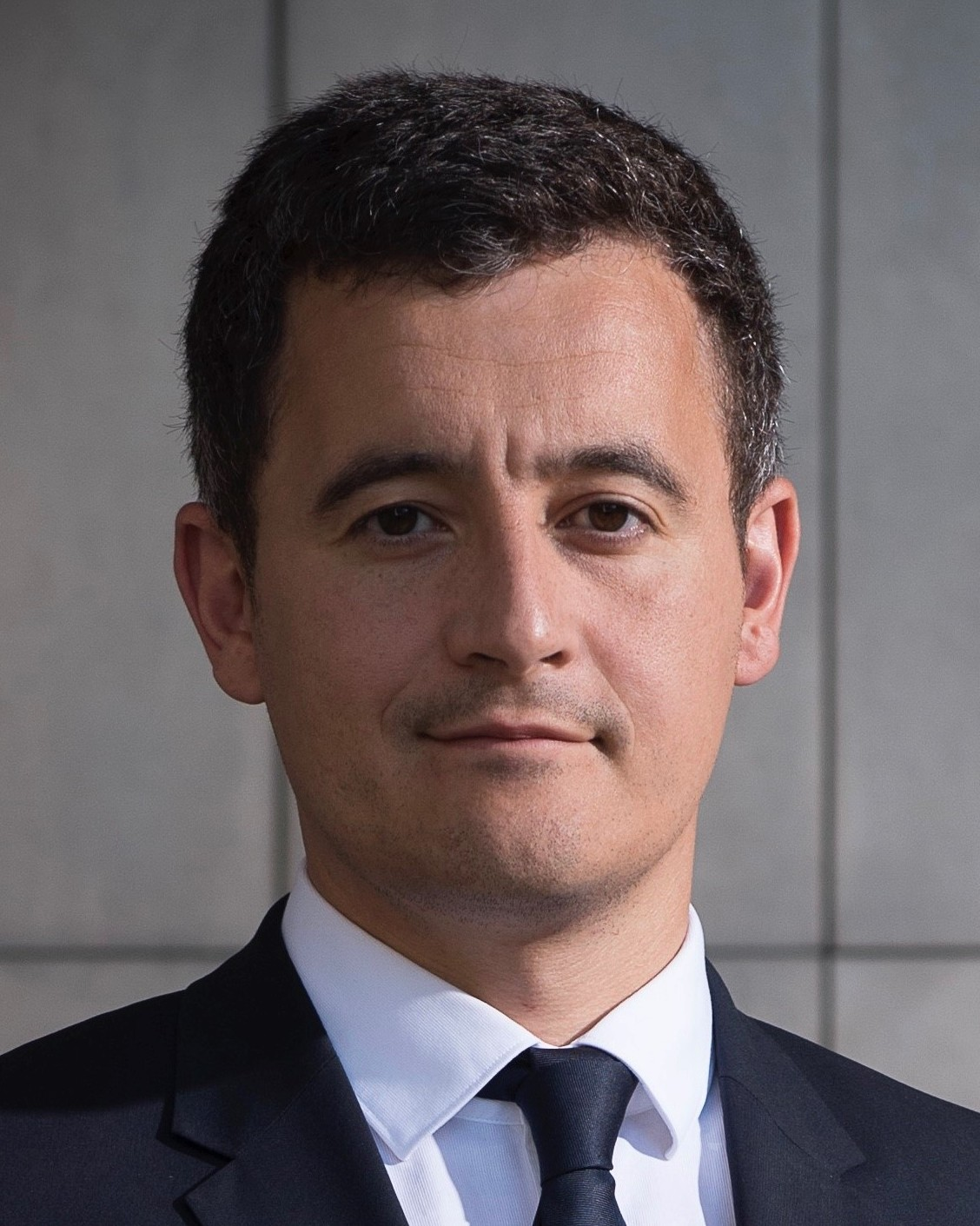
Le cas Gérald Darmanin met en exergue deux exigences inconciliables : l'exemplarité et la présomption d'innocence.

Françoise Nyssen perdra son portefeuille ministériel lors du remaniement du 16 octobre 2018 sans lien apparent avec son affaire. Le 16 juillet 2019 François de Rugy, ministre d'État, ministre de la Transition écologique et solidaire, donne sa démission après une semaine de révélations quant à son utilisation supposée de fonds publics et à son train de vie, bien qu'aucune poursuite ne soient engagée, ni même qu'elle soit envisagée. Néanmoins, le 6 juillet 2020, Olivier Dussopt est nommé ministre délégué chargé des Comptes publics dans le gouvernement Jean Castex bien qu'il fasse l'objet d'une enquête préliminaire, à l'égal de son prédécesseur, Gérald Darmanin, promu ministre de l'Intérieur (infra) et du ministre de la Santé Olivier Véran.
Les différents accrocs à la jurisprudence Bérégovoy-Balladur par le Gouvernement Fillon et la pratique fluctuante observée jusqu'ici, semblent difficiles à décrypter et répondre autant à une question de principe qu'à des considérations politiques ponctuelles. On aurait pu craindre que la jurisprudence devienne obsolète mais le Premier ministre Philippe fait savoir en mai 2017 qu'il la suivrait en cas de mise en examen, excepté pour diffamation. La non reconduction de quatre « poids-lourds » du gouvernement Philippe I, bien qu'aucun n'ait été invité officiellement à démissionner pour ce motif, pourrait cependant traduire un infléchissement durable de cette jurisprudence : quand il fallait par le passé être condamné pour perdre son portefeuille, puis être mis en examen, voire faire seulement l’objet d’une information judiciaire, il suffit parfois de faire l’objet d’une enquête préliminaire ou d'y être relié. A contrario, le maintien et la promotion de Gérald Darmanin qui a fait l'objet de deux classements sans suite et d'un non-lieu pour une accusation de viol datant de 2009 souligne le fait, qu'outre la faiblesse de l'accusation, il n'a pas été mis en examen, tout comme Olivier Dussopt et Olivier Véran . Le cas Darmanin fait cependant polémique ; la règle peinant à incarner l'exigence d'exemplarité qui pèse sur l'exécutif face à l’intolérance d'une opinion, rétive à toute suspicion, qui renverse la charge de la preuve malgré la présomption d'innocence, ; une situation qui pourrait avoir atteint ses limites puisqu’elle expose tout ministre à une simple dénonciation (Cf. François de Rugy), fut-elle grossièrement calomnieuse, par hypothèse. À l'occasion de l'affaire Darmanin, des parlementaires s'insurgent d'ailleurs : « La justice ne sera plus rendue si accusation vaut condamnation ». Pour le politologue Olivier Rouquan, on serais passé du critère juridique objectif au critère politico-éthique subjectif, autrement dit « du tribunal judiciaire au tribunal de l'opinion ».